# Geprüfter Aus- und Weiterbildungspädagoge
Geprüfter Aus- und Weiterbildungspädagoge ist ein berufs- und arbeitspädagogischer Abschluss in der höheren Berufsbildung in Deutschland. Der 2009 neu entwickelte Abschluss wird seit 2011 geprüft.
Der Aus- und Weiterbildungspädagoge bildet in der IHK-Fortbildung zusammen mit dem Geprüften Berufspädagogen neben den kaufmännischen Abschlüssen Fachwirt und Fachkaufmann, den technischen-gewerblichen Abschlüssen Industriemeister und Fachmeister sowie den IT-Abschlüssen Operative Professional die vierte Qualifizierungssäule. Dieser Abschluss ist der 2. Fortbildungsebene zugeordnet und befindet sich somit auf Meisterebene (Bachelor Professional). Die DQR-Einstufung ist auf der Stufe 6 erfolgt.
Vorbereitungslehrgänge können in Vollzeit oder berufsbegleitend absolviert werden. Laut Rahmenlehrplan werden 1200 Unterrichtsstunden empfohlen, es gibt Angebote mit weit weniger oder auch mehr Stunden. Die Prüfung wird vor einem Ausschuss der zuständigen Industrie- und Handelskammer abgelegt. Für die Zulassung zur Prüfung ist, wie bei allen Abschlüssen der höheren Berufsbildung, die Teilnahme an einem Lehrgang nicht verpflichtend. Die Verordnung über die Prüfung zum Geprüften Aus- und Weiterbildungspädagogen regelt die Zugangsvoraussetzungen und Prüfungsinhalte, nicht Art und Umfang der Lehrgänge.

## Aufgaben und Einsatzgebiete
Aus- und Weiterbildungspädagogen planen und gestalten in vielfältiger Weise innerbetriebliche Aus- und Weiterbildung der Betriebsangehörigen. Sie stellen deren Kompetenzen fest, analysieren spezifische Erfordernisse bei der Ausbildung und entwickeln entsprechende Lernwege. Sie verfügen über grundlegende Kenntnisse des Bildungsmarketing, entwickeln beispielsweise Marketingmaßnahmen für die Gewinnung von Auszubildenden und überprüfen deren Wirksamkeit. Sie unterstützen die Einführung von Qualitätsmanagementsystemen, überprüfen und optimieren bestehende Bildungsmaßnahmen, optimieren Prüfungs- und Beurteilungsverfahren, wirken bei Bedarf an der Erstellung von Prüfungen und Prüfungsaufgaben mit und können bei Konflikten als Berater eingesetzt werden. Daneben sind auch Führungs- und Leitungsaufgaben relevant.

## Fortbildungsinhalte
Die Fortbildung zum Geprüften Aus- und Weiterbildungspädagogen gliedert sich in drei Handlungsfelder. Diese sollen nach Maßgabe des DIHK aufeinander Bezug nehmen und kompetenzorientiert vermittelt werden.
1. Lernprozesse und Lernbegleitung
  1. Gestaltung von Lernprozessen und Lernbegleitung,
  2. Lernpsychologisch, jugend-, erwachsenen- und sozialpädagogisch gestützte Lernbegleitung,
  3. Medienauswahl und -einsatz,
  4. Lern- und Entwicklungsberatung
2. Planungsprozesse in der beruflichen Bildung
  1. Organisation und Planung beruflicher Bildungsprozesse,
  2. Gewinnung, Eignungsfeststellung und Auswahl von Auszubildenden,
  3. Bewertung von Lernleistungen sowie Prüfen und Prüfungsgestaltung,
  4. Berufspädagogische Begleitung von Fachkräften der Aus- und Weiterbildung,
  5. Qualitätssicherung von beruflichen Bildungsprozessen.
3. Berufspädagogisches Handeln
  - in der betrieblichen Lehrwerkstatt,
  - in der außerbetrieblichen Ausbildung benachteiligter Zielgruppen,
  - in der überbetrieblichen Ausbildung,
  - in der Koordination arbeitsprozessintegrierter Ausbildung und andere anleitende und beratende Ausbilderfunktionen.

## Zulassungsvoraussetzungen
(1) Zur Prüfung ist zuzulassen, wer
1. einen Abschluss in einem anerkannten mindestens dreijährigen Ausbildungsberuf und eine anschließende mindestens einjährige Berufspraxis oder
2. in einem sonstigen anerkannten Ausbildungsberuf und eine anschließende mindestens zweijährige Berufspraxis nachweist.

Für alle gemäß Nr. 1 und 2 gilt gleichermaßen: eine erfolgreich abgelegte Prüfung nach § 4 der Ausbilder-Eignungsverordnung oder eine vergleichbare berufs- und arbeitspädagogische Qualifikation.
(2) Die Berufspraxis muss inhaltlich wesentliche Bezüge zu den in § 1 Absatz 2 genannten Aufgaben sowie zu fachlichen Tätigkeiten der Ausbildungsberufe des Absatzes 1 haben.
(3) Abweichend von den in den Absätzen 1 und 2 genannten Voraussetzungen ist zur Prüfung auch zuzulassen, wer durch Vorlage von Zeugnissen oder auf andere Weise glaubhaft macht, Fertigkeiten, Kenntnisse und Fähigkeiten (berufliche Handlungsfähigkeit) erworben zu haben, die die Zulassung zur Prüfung rechtfertigen.

## Prüfung und Abschluss
Nach der schriftlichen, der mündlichen und der praktischen Prüfung vergibt die prüfende IHK den Abschluss eines Geprüften Aus- und Weiterbildungspädagogen.
In der schriftlichen Prüfung müssen insgesamt vier abgestimmte Aufgaben aus zwei Handlungsfeldern gelöst werden, und zwar in einer Zeit von bis zu 280 Minuten pro Handlungsfeld.
Die mündliche Prüfung ist ein Fachgespräch zu einem Thema, das vom Prüfungsausschuss festgelegt worden ist. Die Prüfung dauert zwischen 30 Minuten und 45 Minuten mit einer Vorbereitungszeit von 30 Minuten.
Der praktische Teil der Prüfung wird als Projektarbeit, Präsentation und Fachgespräch durchgeführt, sofern die Projektarbeit mindestens als ausreichend bewertet wurde. Diese Prüfung, die erst nach Bestehen der schriftlichen Prüfung durchgeführt wird, soll nicht später als ein Jahr danach begonnen werden. Die Ergebnisse der Projektarbeit – einer schriftlichen Hausarbeit – sollen in einer Präsentation mit anschließenden Fachgespräch dargestellt und pädagogisch begründet werden. Präsentation und Fachgespräch sollen insgesamt nicht länger als 45 Minuten dauern, die Präsentation selbst in der Regel nicht länger als 15 Minuten.